# Gottfried Finger
Gottfried Finger (Olomouc (Moràvia) 1655-56?, - 31 d'agost de 1730), fou un compositor moravià del temps del Barroc.
Vers el 1685 passà a Londres i entrà al servei de Jaume II, i el 1701, a causa del fracàs que tingué en un concurs, no obstant haver avantatjat als seus contrincants, retornà a Alemanya, sent nomenat el 1702 músic de capella de la cort de Prússia i el 1717 mestre de capella de la de Gotha. Entre 1692 i 1701 va fer representar a Londres les òperes:
- The Wives Excuse;
- Love for Love;
- The Loves of Mars and Venus;
- The Anatomist;
- The Humours of Age;
- Love at a los;
- Love makes a Man
- Sir Harry Wildhair.

A més, se li deu; Sonatae XII, pro diversis instrumentis (Londres, 1688); tres Sonates per a violí i tres per a flauta (1690); Ayres, Chacones, Divisions and Sonatas, per a violí i flauta i baix continu; altres Sonates per a dos i tres violins i baix continu.
També compondre les òperes alemanyes; Siege der Schonheit über die Helden i Roxana, ambdues estrenades a Berlín.